# Kapsylöppnare

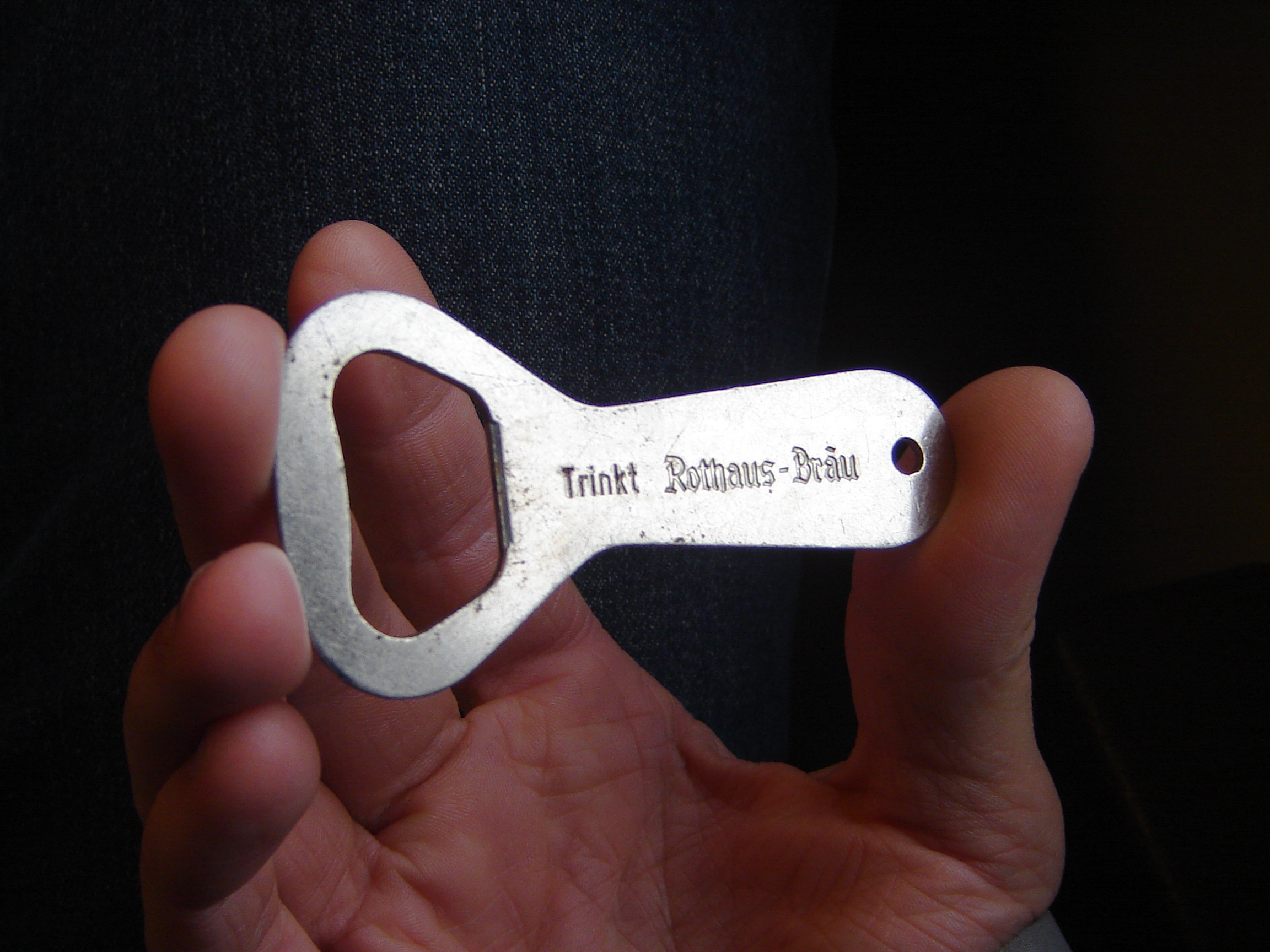
En kapsylöppnare

Försluten glasflaska öppnas med hjälp av en kapsylöppnare.

En kapsylöppnare eller flasköppnare är ett verktyg som används för att ta bort kapsylen från en flaska. Den finns i större modell avsedd för kök, krog eller restaurang och i mindre modell för exempelvis nyckelknippan. Kapsylöppnare är även ett vanligt verktyg i en schweizisk armékniv.